# Einar Torbring
Einar Axel Torbring, född 15 oktober 1896 i Norberg, död 22 april 1958, var en svensk psykiater.
Torbring, som blev medicine licentiat 1924, innehade förordnande vid Stockholms hospital (Konradsberg) 1924–26, var underläkare vid Långbro sjukhus 1928–31 och vid Beckomberga sjukhus 1932–36. Han var överläkare vid Sankta Maria sjukhus i Helsingborg från 1936 och sjukhuschef där från 1949. Han företog studieresor till Nederländerna 1951, 1952 och 1953 samt till Storbritannien och Frankrike 1954 och 1955.